# IC 4501
Galaxie présentant des raies en émission (d)
IC 4501 est une galaxie spirale barrée de séquence de Hubble SB(s)dm? dans la constellation de la Balance sur l'écliptique. Elle se trouve à environ 144 millions d'années-lumière de la Voie lactée.
L'objet a été découvert en 1899 par DeLisle Stewart.